# Fools Garden
Fools Garden is een Duitse popgroep, opgericht in 1991 onder de naam Fool's Garden (met apostrof). Ze debuteerde in 1993 met het album Once In A Blue Moon. Drie jaar later scoorde Fool's Garden een wereldhit met "Lemon Tree".
In 2003 verlieten drie leden de band, zij werden vervangen door Dirk Blümlein (bassist), Claus Müller (drummer) en Gabriel Holz (tweede gitarist). Ook werd de naam veranderd in Fools Garden (zonder apostrof).
In 2009 kwamen zij met een "best of" compilatiealbum. Hiervoor heeft de band een aantal nummers opnieuw opgenomen, waaronder Lemon Tree.

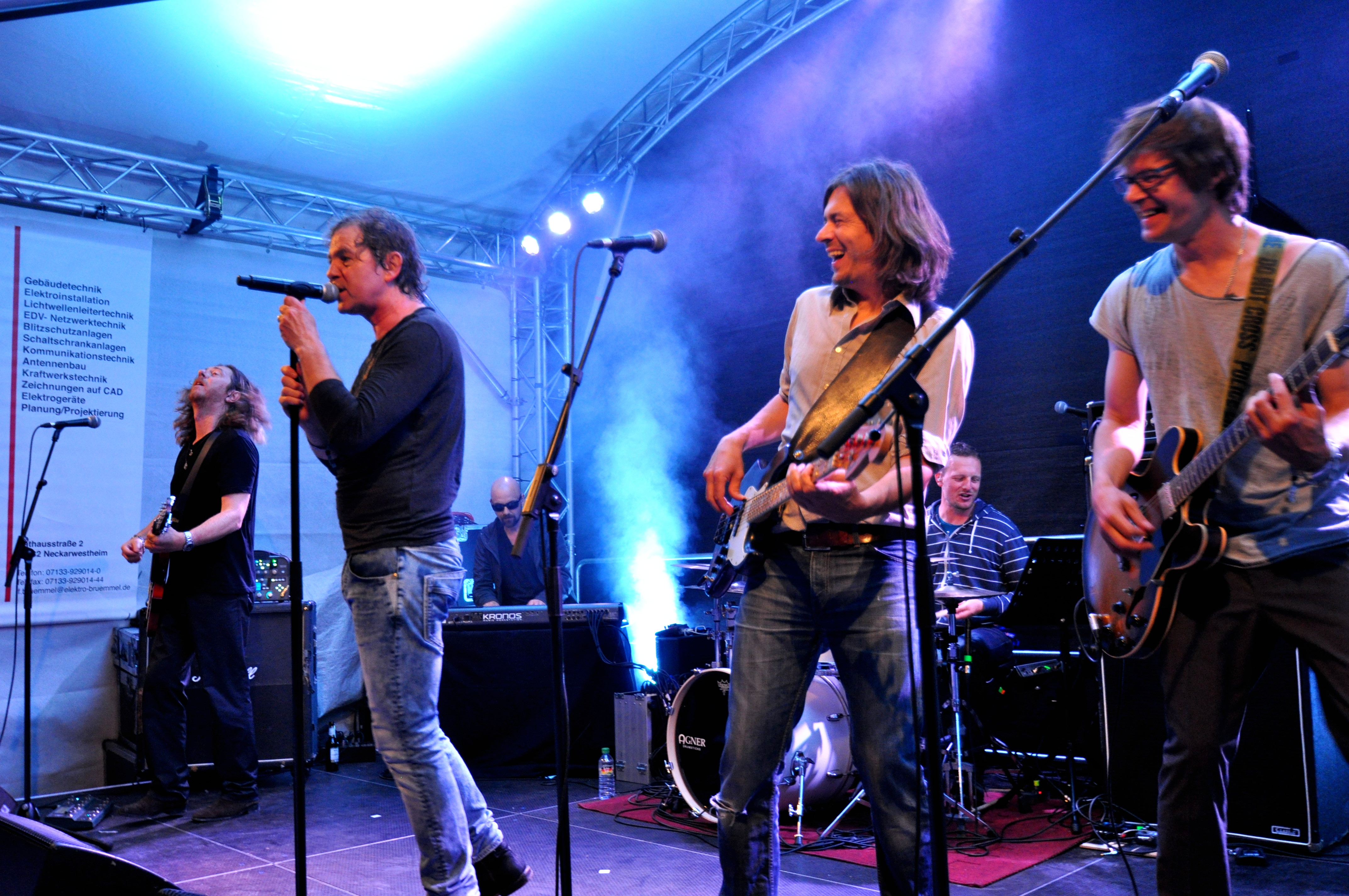
Fools Garden 2016 op het blacksheep festival

## Discografie

### Albums
- 2018: Rise and Fall
- 2012: Who Is Jo King?
- 2009: High Times - The Best of Fools Garden
- 2008: Home - Limited Tour Edition (EP)
- 2005: Ready For The Real Life
- 2003: 25 Miles To Kissimmee
- 2000: For Sale
- 1997: Go And Ask Peggy For The Principal Thing
- 1995: Dish of the Day
- 1995: Lemon Tree Special Edition
- 1993: Once In A Blue Moon

### Singles
- "Lemon Tree" (1995)
- "Wild Days" (1996)
- "Pieces" (1996)
- "Why Did She Go?" (1997)
- "Probably" (1997)
- "Rainy Day" (1998)
- "Suzy" (2000)
- "It Can Happen" (2000)
- "Happy (Special Tour Edition)" (2000)
- "In The Name" (2001)
- "Dreaming" (2001)
- "Closer" (2003)
- "Dreaming (2004 version)" (2004)
- "Man Of Devotion" (2005)
- "Does Anybody Know?" (2005)
- "Cold (Italian promo)" (2005)
- "I Got A Ticket" (2006)
- "Home" (2008)
- "I Burn" (2017)

### NPO Radio 2 Top 2000
| Nummer met noteringen in de NPO Radio 2 Top 2000 | '99 | '00 | '01  | '02 | '03 | '04 | '05  | '06 | '07  | '08 | '09  | '10 | '11  | '12 | '13 | '14 | '15 | '16 | '17 | '18 | '19 | '20 | '21 | '22 | '23 | '24 |
| ------------------------------------------------ | --- | --- | ---- | --- | --- | --- | ---- | --- | ---- | --- | ---- | --- | ---- | --- | --- | --- | --- | --- | --- | --- | --- | --- | --- | --- | --- | --- |
| Lemon Tree                                       | 854 | -   | 1171 | 598 | 717 | 928 | 1012 | 958 | 1110 | 941 | 1119 | 953 | 1066 | 789 | 749 | 838 | 745 | 960 | 906 | 746 | 850 | 769 | 772 | 804 | 877 | 876 |

1. ↑  Een '-' betekent dat het nummer niet was genoteerd en een vetgedrukt getal geeft de hoogste notering aan.

## Huidige bandleden
- Peter Freudenthaler - zang (1991-)
- Volker Hinkel - gitaar (1991-)
- Dirk Blümlein - bas (2003-)
- Claus Müller - drums (2003-)

## Voormalige bandleden
- Thomas Mangold - bas (1991–2003)
- Roland Röhl - keyboard (1991–2003)
- Ralf Wochele - drums (1991–2003)
- Gabriel Holz - gitaar (2003–2007)